# Lubuk Buah
Lubuk Buah is een bestuurslaag in het regentschap Musi Banyuasin van de provincie Zuid-Sumatra, Indonesië. Lubuk Buah telt 1171 inwoners (volkstelling 2010).